# Nils Orénto
Nils Holgersson Orénto, född 10 april 1922 i Tusby, död 14 augusti 2010, var en finländsk trädgårdsarkitekt verksam i Sverige under större delen av sin karriär.
Nils Orénto var son till kapten Holger Öhman-Orénto och Cecilia Nygren. Han studerade trädgårdsarkitektur vid Landbohøjskolen i Köpenhamn och praktiserade på olika arkitektkontor i Finland, bland annat John Hausens Puutarhataito Oy.  Vidare studerade han vid Tekniska högskolan och Finlands konstakademi i Helsingfors 1945–1946. Han flyttade därefter till Sverige, där han blev assistent hos trädgårdsarkitekt Carl Blomkvist i Lidingö 1946, trädgårdsarkitekt hos entreprenadfirman Jansson & Hallström AB i Stockholm 1947 och bedrev egen konsulterande trädgårdsarkitektverksamhet under namnet Markprojekterings AB från 1949. Företaget öppnade filial i Finland på 1950-talet, till en början i Helsingfors men senare i Hagalund i Esbo. Han var även innehavare av AB Garantijord från 1955, AB Horticulture från 1955 och Skandinaviska Manural AB, skandinavisk generalagentur för tyska torvförädlingsprodukter, från 1960.